# 特氏多鬚䱛
特氏多鬚䱛為輻鰭魚綱鱸形目鱸亞目石首魚科的其中一種，分布南美洲蓋亞那的亞馬遜河流域，體長可達18.9公分，棲息在溪流，可做為食用魚。